# Hrubieszów
Hrubieszówⓘ (até 1802, às vezes Rubieszów, em ucraniano: Грубешів, Hrubesziw, em hebraico: הרוביישוב) é um município no sudeste da Polônia. Pertence à voivodia de Lublin, no condado de Hrubieszów. É a sede da comuna rural de Hrubieszów.
Estende-se por uma área de 33,0 km², com 16 885 habitantes, segundo o censo de 31 de dezembro de 2021, com uma densidade populacional de 511,7 hab./km².
Nas proximidades da cidade existem numerosos cemitérios medievais, mamoas e outras descobertas arqueológicas (entre outros em Gródek, Masłomacz e Kryłów).

## Localização
A cidade está localizada nos braços do rio Huczwa, um afluente do rio Bug, e fica a apenas 18 km da fronteira com a Ucrânia em Zosin (5 km em linha reta através do rio Bug). Hrubieszów é a cidade mais oriental da Polônia, situada no meio do Vale de Hrubieszów (planalto da Volínia). Uma região principalmente agrícola e um dos solos mais férteis da Polônia − chernossolo.
Os arredores de Hrubieszów encontram-se no antigo Grody Czerwieńskie. Hrubieszów está localizada na histórica Rutênia Vermelha, originalmente fazia parte da Terra de Belz, no século XIV foi anexada à Terra de Chełm. Nos anos 1975−1998, a cidade pertenceu administrativamente à voivodia de Zamość.
Segundo dados de 31 de dezembro de 2023, a área da cidade é de 33,0 km². A cidade constitui 2,6% da área do condado.
De acordo com dados de 2008, 71,0% da área de Hrubieszów era de terras agrícolas e 2,5% de terras florestais.
Tanto o condado quanto a cidade estão localizados na Área de Paisagem Protegida do rio Bug.

## História

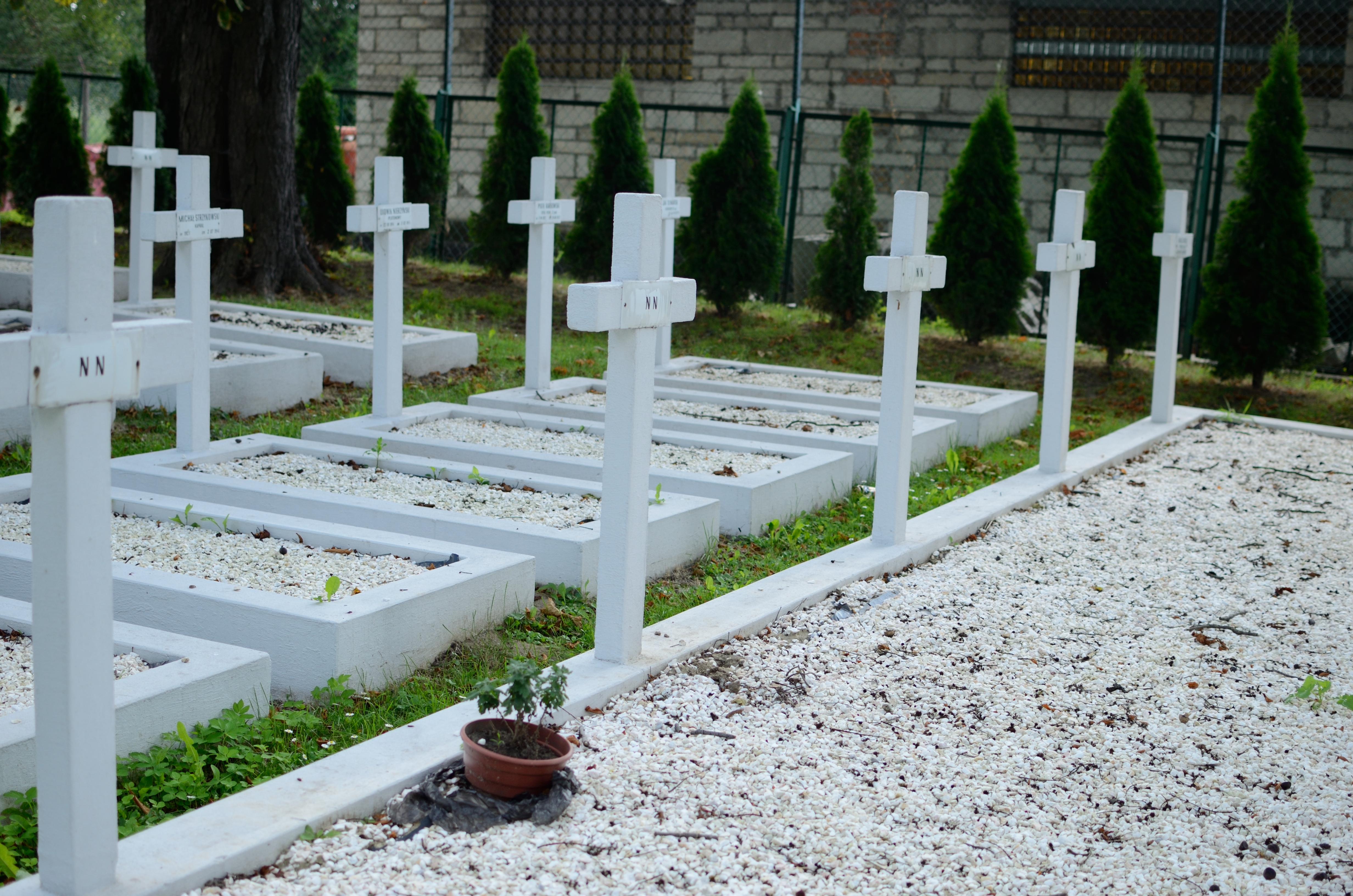
Cemitério militar

Hrubieszów é a cidade mais oriental da Polônia. Está localizado no rio Huczwa, afluente do rio Bug, a 5 km da fronteira com a Ucrânia. Acredita-se que aqui, em uma ilha cercada pelas águas do rio Huczwa, havia um povoado fortificado pertencente aos Grody Czerwieńskie (Exércitos de Czerwieńskie). A primeira menção de Hrubieszów remonta a 1254 como um assentamento cercado por florestas com um pavilhão de caça. Ainda funcionou como pavilhão de caça nos tempos jaguelônicos, imortalizado em seu brasão representando uma cabeça de veado, entre os chifres dos quais há duas cruzes com uma inscrição ao redor, dada pelo rei Sigismundo II Augusto (em meados do século XVI).
Em 1366, com toda a Rutênia Vermelha, foi reincorporada ao Reino da Polônia. Em 1388, Ladislau II Jagelão concedeu Hrubieszów ao duque da Mazóvia, Siemovit IV. Por volta de 1393, a fortaleza foi incorporada à Terra de Chełm. Hrubieszów obteve os direitos de cidade de Magdeburgo em 1400 de Władysław Jagiełło. Provavelmente no final do século XIV, foi erguido um castelo de madeira, que serviu de sede ao starosta. Nos anos 1411, 1413, 1430, foi visitado pelo fundador da cidade — o rei Władysław Jagiełło. O privilégio concedido por Casimiro IV Jagelão, ordenando que aqueles que viajassem da Rutênia Vermelha para a Mazóvia, Silésia e Grande Polônia escolhessem a estrada que passava por Hrubieszów, foi de grande importância para a cidade.
O desenvolvimento bem-sucedido foi interrompido pelas invasões tártaras, que saquearam e destruíram a cidade várias vezes nos anos de 1498 a 1626. Em 1661, o castelo Hrubieszów foi destruído. Hrubieszów fazia parte do presbitério de Hrubieszów e estava localizada na Terra de Chełm no século XVIII.
Como resultado da Primeira Partição da Polônia, em 1772, Hrubieszów foi incluída no domínio austríaco, onde permaneceu até 1809. Pertenceu ao gubernium de Lviv, inicialmente (até 1782) ao círculo de Bełz com sede em Zamość, onde foi a sede do distrito entre 1773 e 1775, e depois ao círculo de Zamość. Em uma obra intitulada “Geografia (...) Galicyi i Lodomeryi”, publicada pela primeira vez em 1786, seu autor, o conde Ewaryst Andrzej Kuropatnicki, não dedicou muito espaço à cidade, escrevendo somente sobre ela: A cidade às margens do rio Huczwa não tem nada de que se orgulhar, exceto a igreja, onde estão os túmulos das famílias Kuropatnicki e Kurdwanowski, que cuidaram muito bem da fundação dessa igreja, bem como do mosteiro dominicano.
Entre 1809 e 1815, Hrubieszów pertenceu ao Ducado de Varsóvia. Finalmente, em 1815, foi anexada à Polônia do Congresso sob o domínio do Império Russo (partição russa). Em 1800, as aldeias do antigo estarostado foram compradas por Stanisław Staszic, que em 1816 criou a fundação “Sociedade Agrícola de Hrubieszów” em suas propriedades. Foi a primeira organização pré-cooperativa da Europa, funcionando até 1945.
Em meados do século XIX, Hrubieszów era a segunda maior cidade (depois de Lublin) na gubernia de Lublin. A cidade desenvolveu-se rapidamente, em 1909 tinha 15 000 habitantes. Desde o início de sua existência, foi uma cidade multicultural, além de rutenos e poloneses, judeus que aqui se estabeleceram desde o século XV. Em 1939, antes da eclosão da guerra, a maioria dos habitantes de Hrubieszów eram judeus e poloneses, com uma pequena mistura de ucranianos e representantes de outras nacionalidades. Depois que os judeus foram assassinados durante a Segunda Guerra Mundial e a minoria ucraniana foi deslocada após 1945, Hrubieszów tornou-se uma cidade etnicamente homogênea, habitada quase exclusivamente por poloneses.
Entre 1903 e 1906, por ordem do czar Nicolau II, foram construídos quartéis em Hrubieszów para o 7.º Regimento de Cavalaria “Olivopol”.
Em 1915, durante a Primeira Guerra Mundial, a população ortodoxa foi evacuada à força para a Rússia. Nesse mesmo ano, os russos finalmente deixaram Hrubieszów e as tropas austro-húngaras entraram na cidade, ocupando-a como parte do Governo Geral. 
Em 1918, a ocupação austríaca de Hrubieszów foi interrompida por unidades do exército polonês. A cidade passou então a fazer parte da renascida Polônia.
Após a independência, em 1919, houve uma série de confrontos na cidade entre trabalhadores rurais que atacavam as mansões e as polícias civil e militar que as protegiam. Os confrontos resultaram na morte de 70 atacantes.
Em agosto de 1920, as lutas contra os invasores soviéticos ocorreram aqui. Em outubro de 1920, o 2.º Regimento de Fuzileiros Montados foi designado para a guarnição em Hrubieszów, na qual o Major Henryk Dobrzański — mais tarde “Hubal” — serviu, entre outros.
No final de agosto de 1939, um Centro de Reserva da Brigada de Cavalaria Voliana foi estabelecido em Hrubieszów. Um Grupo de Cavalaria improvisado do tenente-coronel Kazimierz Halicki foi formado a partir dele, que na campanha de setembro lutou como parte do Grupo “Wlodzimierz” e depois do Grupo “Dubno”.
Em 14 de setembro de 1939, a cidade foi ocupada pelo exército alemão e, depois de 17 de setembro, pelo Exército Vermelho. Em outubro daquele ano, os alemães entraram novamente em Hrubieszów. Em 1940, os ocupantes alemães deportaram a intelligentsia de Hrubieszów para campos de concentração e realizaram várias execuções em massa, inclusive em 16 de abril de 1942 (16 pessoas) e 6 de janeiro de 1944 (50 pessoas). Entre 1943 e 1944, os nacionalistas ucranianos da OUN-UPA cometeram vários crimes contra a população polonesa no condado de Hrubieszów.
Na segunda metade de julho de 1944, as tropas soviéticas ocuparam a região de Lublin. Em 26 de agosto, elas esmagaram, perto de Hrubieszów, as unidades do Exército da Pátria que estavam auxiliando a Revolta de Varsóvia. Perto do final da Segunda Guerra Mundial, um acampamento especial do NKVD para o Exército Nacional e a oposição funcionou na cidade.
Na noite de 27 para 28 de maio de 1946, os postos avançados da Milícia Cívica e do Ministério da Segurança Pública em Hrubieszów foram alvo de uma ação conjunta da Associação Liberdade e Independência e do Exército Insurreto Ucraniano. Como resultado da ação, 20 pessoas, incluindo 5 ucranianos, foram libertos da prisão dos Órgãos de segurança pública. Os edifícios do Partido dos Trabalhadores poloneses (PPR) e do escritório do condado foram destruídos. Dois militantes do PPR foram executados. O 5.º Regimento de Infantaria do Exército polonês estacionado na cidade agiu passivamente.

### Judeus em Hrubieszów

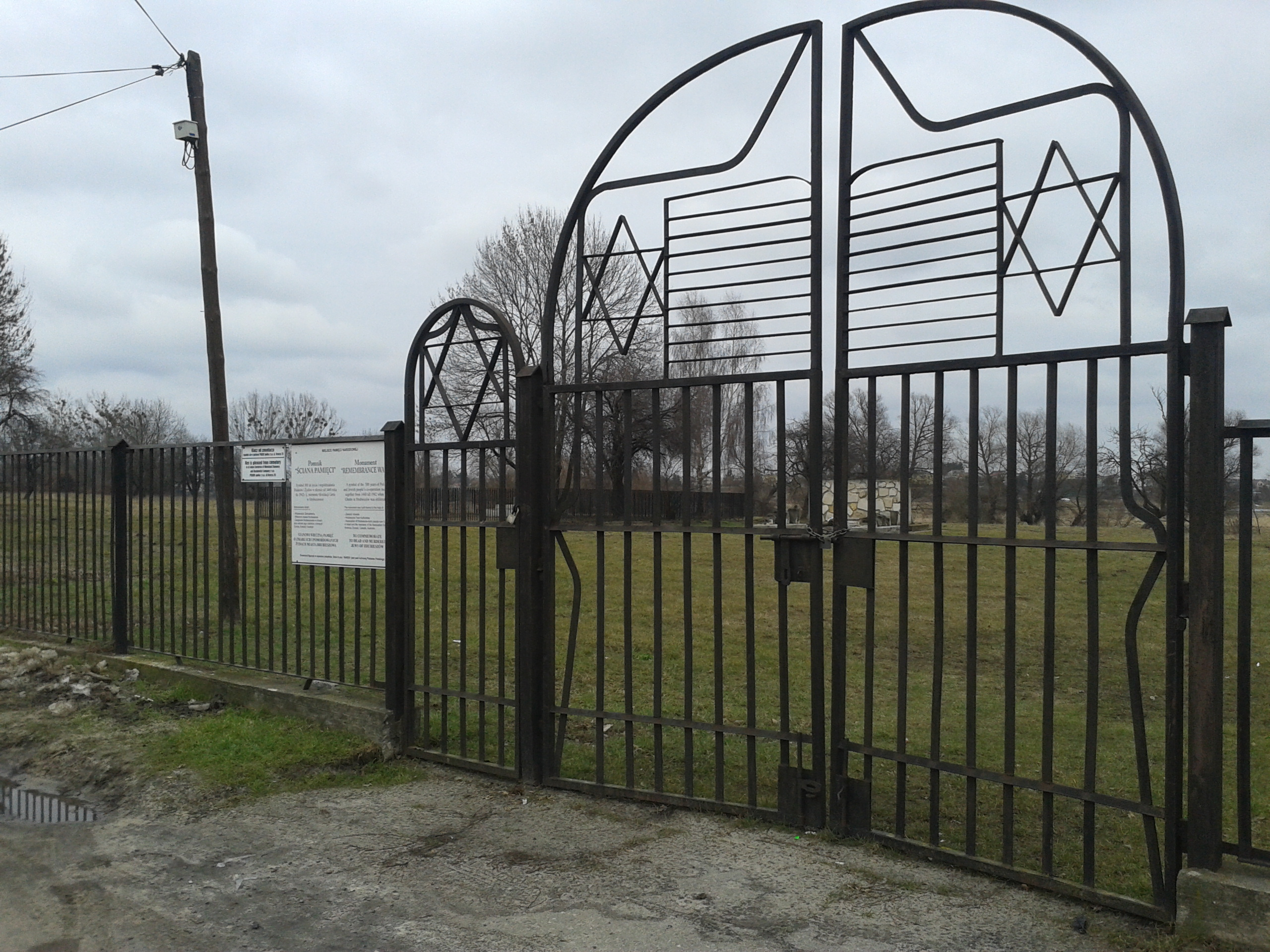
Cemitério judaico

A primeira menção a judeus data de 1444, enquanto um documento de 1456 menciona dois mercadores judeus a quem foi concedido o direito de abastecer o feudo. Na segunda metade do século XVI, os judeus obtiveram o direito de morar em uma parte separada da cidade e de construir uma sinagoga, e ao chamado Abraão foi dado o direito de destilar vodca. Em 1736, houve um incêndio que destruiu a maioria da cidade, incluindo 27 casas judaicas e uma sinagoga. Os judeus lidavam principalmente com artesanato e comércio de produtos agrícolas, e a comunidade judaica cresceu rapidamente — em 1765 havia 709 judeus em Hrubieszów, em 1897 — 5 352 e em 1939 — já cerca de 11 750.
Os alemães destruíram as sinagogas judaicas, o cemitério e as casas de oração particulares. Depois que a Segunda Guerra Mundial estourou, alguns judeus tentaram fugir para a União Soviética. O restante foi para o gueto criado pelos alemães. Em maio, tinha 5 690 pessoas. Em junho de 1942, os alemães concentraram judeus de todo o condado no gueto de Hrubieszów, com o que o número de habitantes aumentou para cerca de 10 000. De 2 a 10 de junho de 1942, a maioria dos habitantes do gueto foi transportada para o campo de extermínio de Sobibor e 500 pessoas foram baleadas no cemitério judeu. Outro transporte para Sobibor (mais de 2 000 pessoas) foi enviado em outubro de 1942. Em julho ou setembro de 1943, os últimos 200 judeus deixados para limpar a área do gueto foram transportados para o campo de trabalhos forçados em Budzyń.

## Clima
Conforme a classificação climática de Köppen-Geiger, Hrubieszów situa-se na zona Cfb − clima temperado oceânico. Na cidade de Hrubieszów, a temperatura média anual é de 8,8° C. Nesta área, a precipitação média anual é de 722 mm. Está localizada no Hemisfério Norte. Os meses de verão são: junho, julho, agosto, setembro. O mês mais seco é fevereiro, com 41 mm de precipitação. O mês mais quente do ano é julho, com temperatura média de 20 °C. A temperatura média mais baixa do ano ocorre em janeiro e é de aproximadamente -2,8 °C.
A diferença de precipitação entre o mês mais seco e o mais úmido é de 56 mm. A variação de temperatura durante o ano é de 22,8 °C. O mês com a maior umidade relativa é novembro (83%). O mês com a menor umidade relativa é abril (67%). O mês com o maior número de dias de chuva é julho (10 dias). O mês com o menor número é outubro (7 dias).
| Dados climatológicos para Hrubieszów | Dados climatológicos para Hrubieszów | Dados climatológicos para Hrubieszów | Dados climatológicos para Hrubieszów | Dados climatológicos para Hrubieszów | Dados climatológicos para Hrubieszów | Dados climatológicos para Hrubieszów | Dados climatológicos para Hrubieszów | Dados climatológicos para Hrubieszów | Dados climatológicos para Hrubieszów | Dados climatológicos para Hrubieszów | Dados climatológicos para Hrubieszów | Dados climatológicos para Hrubieszów | Dados climatológicos para Hrubieszów |
| Mês | Jan                                  | Fev                                  | Mar                                  | Abr                                  | Mai                                  | Jun                                  | Jul                                  | Ago                                  | Set                                  | Out                                  | Nov                                  | Dez                                  | Ano                                  |
| --- | ------------------------------------ | ------------------------------------ | ------------------------------------ | ------------------------------------ | ------------------------------------ | ------------------------------------ | ------------------------------------ | ------------------------------------ | ------------------------------------ | ------------------------------------ | ------------------------------------ | ------------------------------------ | ------------------------------------ |
| Temperatura máxima média (°C) | −0,5                                 | 1,2                                  | 6,7                                  | 14,0                                 | 18,9                                 | 22,1                                 | 24,2                                 | 23,8                                 | 18,5                                 | 12,6                                 | 6,9                                  | 1,7                                  | 12,5                                 |
| Temperatura média (°C) | −2,8                                 | −1,7                                 | 2,6                                  | 9,2                                  | 14,4                                 | 17,9                                 | 20,0                                 | 19,4                                 | 14,4                                 | 9,0                                  | 4,3                                  | −0,4                                 | 8,8                                  |
| Temperatura mínima média (°C) | −5,4                                 | −4,9                                 | −1,6                                 | 3,9                                  | 9,2                                  | 12,9                                 | 15,3                                 | 14,6                                 | 10,3                                 | 5,7                                  | 1,9                                  | −2,5                                 | 5,0                                  |
| Precipitação (mm) | 43                                   | 41                                   | 48                                   | 54                                   | 78                                   | 79                                   | 97                                   | 69                                   | 70                                   | 52                                   | 46                                   | 45                                   | 722                                  |
| Dias com chuva | 8                                    | 8                                    | 8                                    | 8                                    | 10                                   | 9                                    | 10                                   | 8                                    | 8                                    | 7                                    | 8                                    | 8                                    | 100                                  |
| Umidade relativa (%) | 83                                   | 82                                   | 75                                   | 67                                   | 68                                   | 69                                   | 71                                   | 68                                   | 73                                   | 77                                   | 83                                   | 83                                   | 74,9                                 |
| Insolação (h) | 2,5                                  | 3,3                                  | 5,6                                  | 8,8                                  | 10,2                                 | 11,1                                 | 11,0                                 | 10,2                                 | 7,2                                  | 5,2                                  | 3,3                                  | 2,4                                  | 80,8                                 |
| Fonte: Climate-Data.org Dados: 1991−2021: temperatura mínima (°C), temperatura máxima (°C), precipitação (mm), umidade, dias chuvosos. Dados: 1999−2019: horas de sol |                                      |                                      |                                      |                                      |                                      |                                      |                                      |                                      |                                      |                                      |                                      |                                      |                                      |

## Demografia
Conforme os dados do Escritório Central de Estatística da Polônia (GUS) de 31 de dezembro de 2022, Hrubieszów é uma cidade pequena com uma população de 16 191 habitantes (14.º lugar na voivodia de Lublin e 267.º na Polônia), tem uma área de 33,0 km² (8.º lugar na voivodia de Lublin e 159.º lugar na Polônia) e uma densidade populacional de 490 hab./km² (23.º lugar na voivodia de Lublin e 602.º lugar na Polônia). Nos anos 2002–2021, o número de habitantes diminuiu 10,7%.
Os habitantes de Hrubieszów constituem cerca de 26,56% da população do condado de Hrubieszów, constituindo 0,80% da população da voivodia de Lublin.
| Descrição                         | Total      | Total    | Mulheres   | Mulheres | Homens     | Homens   |
| --------------------------------- | ---------- | -------- | ---------- | -------- | ---------- | -------- |
| unidade                           | habitantes | %        | habitantes | %        | habitantes | %        |
| população                         | 16 191     | 100      | 8 513      | 52,6     | 7 678      | 47,4     |
| superfície                        | 33,0 km²   | 33,0 km² | 33,0 km²   | 33,0 km² | 33,0 km²   | 33,0 km² |
| densidade populacional (hab./km²) | 490        | 490      | 257,7      | 257,7    | 232,3      | 232,3    |

Segundo dados de 31 de dezembro de 2012, a cidade tinha 18 731 habitantes. De acordo com dados de 2007, o rendimento per capita médio era de 1 827,40 PLN
- População da cidade de Hrubieszów nos últimos 6 séculos

## Divisão administrativa
A cidade está dividida nos seguintes distritos:
- Pobereżany
- Polna
- Podgórze[24]
- Śródmieście
- Sołectwo Sławęcin
- Żeromskiego
- Jagiellońskie
- Kolejarz
- Piłsudskiego
- Zielone
- Garnizon

## Monumentos históricos

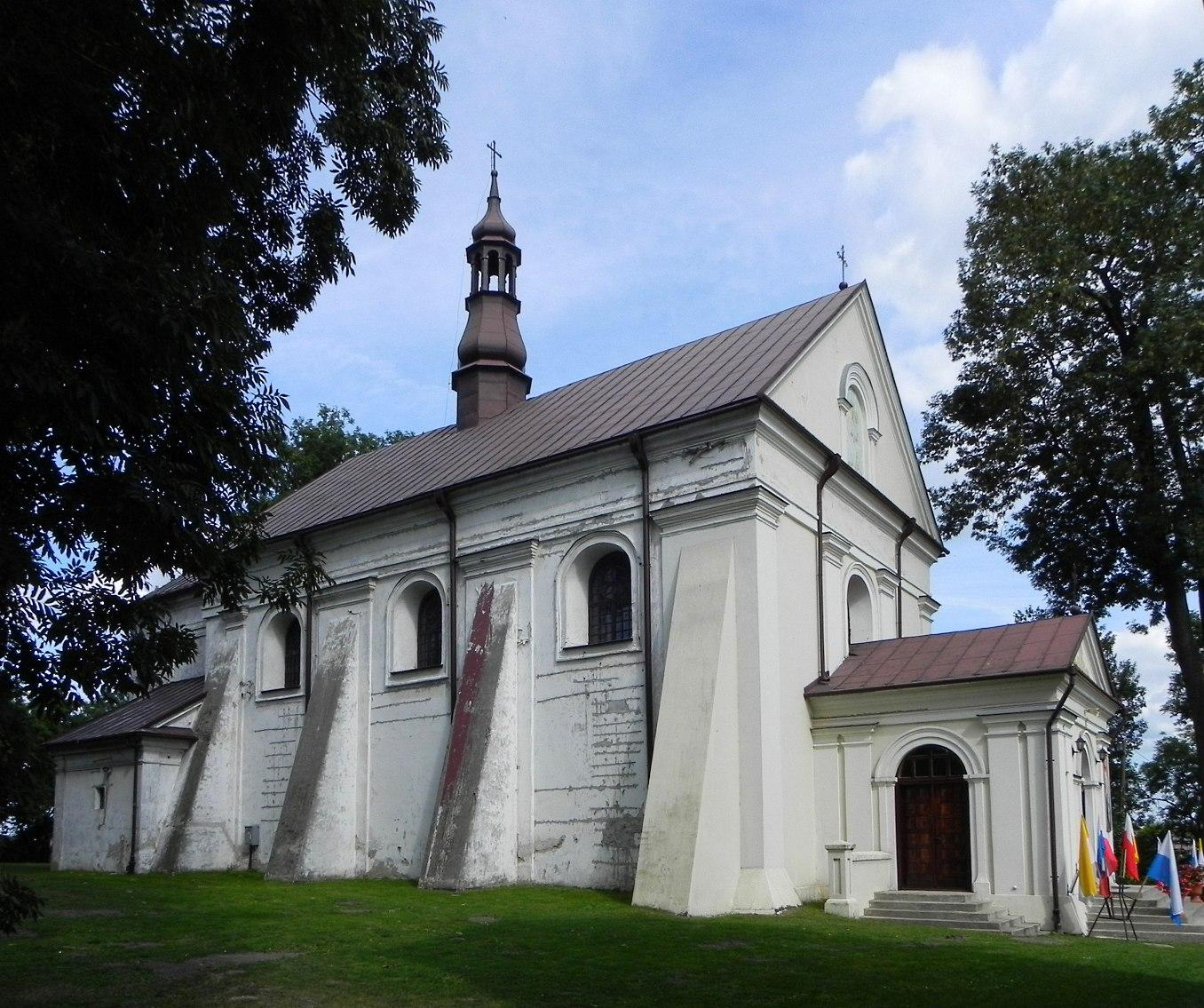
Santuário de Nossa Senhora de Sokal

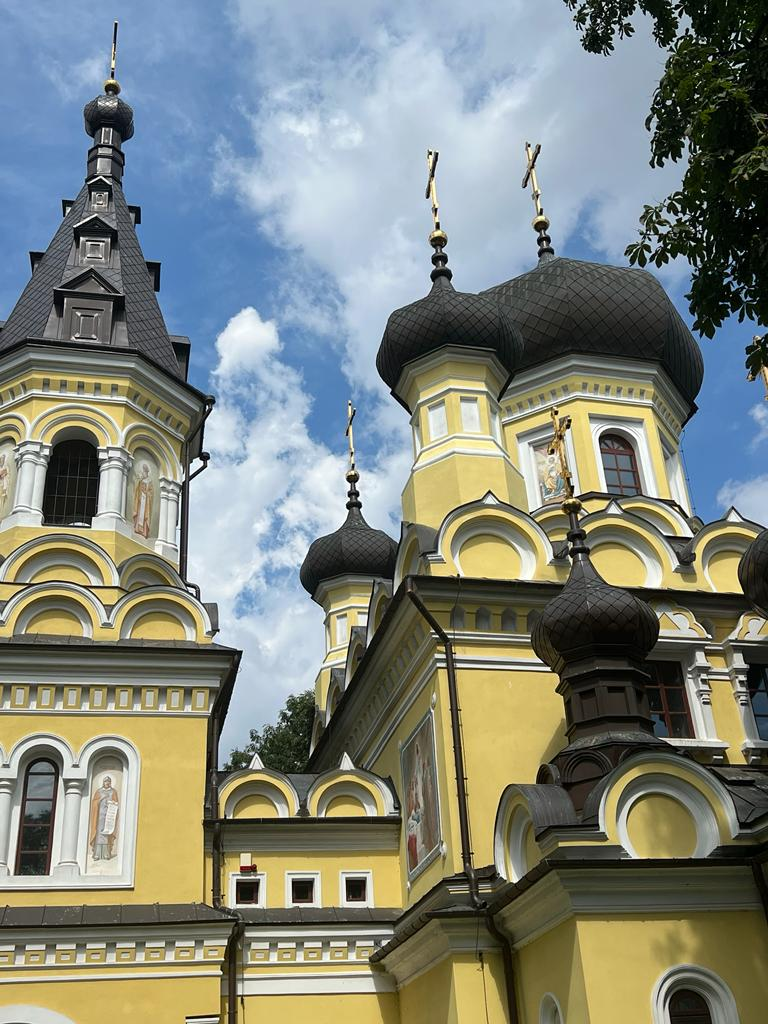
Igreja ortodoxa da Dormição da Bem-Aventurada Virgem Maria

- Igrejas católicas e ortodoxas em Hrubieszów:
  - Igreja católica de Santo Estanislau Kostka (Santuário de Nossa Senhora de Sokal), uma antiga igreja ortodoxa de tijolos construída nos anos 1795–1828. Até 1875, era uma igreja uniata dedicada a São Nicolau de Mira. Após a liquidação da diocese uniata de Chełm em 1875, o templo foi rebatizado de igreja ortodoxa. Em 1918, o edifício foi devolvido aos católicos e reapresentado como igreja de Santo Estanislau Kostka, em 2002 recebeu o título de santuário de Nossa Senhora de Sokal. O complexo histórico também inclui:
    - Campanário de tijolos de 1868. O campanário foi financiado pelo uniatário Anton Haponski, o starosta da igreja em 1868, em 1869 ele também financiou a construção do vestíbulo da igreja e cercou tudo. O custo da obra foi de 3 875 rublos e 93 copeques;
    - Presbitério de madeira, início do século XX;

  - Igreja ortodoxa paroquial da Dormição da Santíssima Mãe de Deus,
  - Igreja católica de Nossa Senhora do Perpétuo Socorro, construída como uma igreja militar ortodoxa em 1903–1905,
  - Igreja católica de São Nicolau, pós-dominicana, basílica, construída nos anos 1736–1766,
- Complexo da mansão Du Chateau (rua 3 maja 11):
  - Casa senhorial (atual Museu Padre Stanisław Staszic) construída em 1791, ala oeste antes de 1860, leste 1941. A casa senhorial Du Chateau deve o seu nome à família Hrubieszów, cujo progenitor foi um soldado napoleônico e à qual pertenceu desde 1850. A parte central da casa senhorial foi erguida no local do antigo castelo Hrubieszów em 1791. É um edifício de um andar, coberto com um telhado de gambrel. Com uma parte central de dois andares decorada com um pórtico rebaixado de quatro colunas. As alas retangulares, construídas posteriormente (à direita por volta de 1860 e à esquerda em 1941), contíguas ao solar original. Após a guerra, um posto do NKVD foi instalado aqui. A última proprietária do feudo foi Maria Julia du Chateau, nascida Mazaraki, viúva de Julius du Chateau (ambos descansam no cemitério de Hrubieszów). Atualmente, o edifício abriga a sede da Sociedade Regional de Hrubieszów e o Museu Regional Stanisław Staszic. Neste último, há exposições dedicadas à arqueologia, etnografia e à Sociedade de Agricultura de Hrubieszów. Perto da mansão existe um edifício de 1920, atualmente sede da Fundação para a Cultura e Amizade polaco-francesa, fundada graças aos esforços de Stefan du Chateau,
  - Jardim, primeira metade do século XIX;
- Antigo e novo cemitérios judeus em Hrubieszów:
  - Antigo cemitério judeu em Hrubieszów foi fundado no século XVI. O último enterro conhecido ocorreu em meados da década de 1950;[25]
  - Novo cemitério judeu em Hrubieszów foi fundado no final do século XIX. Apareceu no mapa de Hrubieszów de 1876, mas não há dados sobre sua existência;[26]
- Sinagogas em Hrubieszów:
  - Sinagoga em Hrubieszów
  - Nova sinagoga em Hrubieszów
  - Antiga sinagoga em Hrubieszów

## Economia
Há 245 pessoas trabalhando em Hrubieszów por 1 000 habitantes. Isso é muito mais do que o valor para a voivodia de Lublin e um pouco menos do que o valor para a Polônia. 57,9% de todos os trabalhadores são mulheres e 42,1% são homens. O desemprego registrado em Hrubieszów em 2021 foi de 12,1% (12,3% entre as mulheres e 11,9% entre os homens). Isso é muito mais do que a taxa de desemprego registrada na voivodia de Lublin e muito mais do que a taxa de desemprego registrada em toda a Polônia.
Em 2021, o salário mensal bruto médio em Hrubieszów foi de 5 019,57 PLN, correspondendo a 83,60% do salário bruto mensal médio na Polônia. Entre os residentes profissionalmente ativos de Hrubieszów, 441 pessoas vão trabalhar em outras cidades e 639 trabalhadores vêm trabalhar de fora da comuna — portanto, o saldo de chegadas e saídas para o trabalho é de 198.
67,8% dos residentes profissionalmente ativos de Hrubieszów trabalham no setor agrícola (agricultura, silvicultura, caça e pesca), 5,4% na indústria e construção e 7,1% no setor de serviços (comércio, reparação de veículos, transporte, hospedagem e gastronomia, informação e comunicação) e 0,9% trabalha no setor financeiro (atividades financeiras e de seguros, serviços imobiliários).
Em Hrubieszów em 2021, 2 071 entidades da economia nacional foram registradas no registro REGON (Cadastro da Economia Nacional), das quais 1 560 eram pessoas físicas que exerciam atividades comerciais. No mesmo ano, foram registradas 106 novas entidades e canceladas 86 entidades. Ao longo dos anos 2009–2021, o maior número de entidades (160) foi registrado em 2013, e o menor (106) em 2021. No mesmo período, o maior número (223) de entidades foi excluído do cadastro da REGON em 2011, o menor (73) entidades foram canceladas em 2020.
Segundo os dados do registro REGON, entre as entidades com personalidade jurídica em Hrubieszów, o maior número (154) são as uniões de fato. Analisando o cadastro quanto ao número de funcionários, pode-se afirmar que o maior número (2 002) são microempresas, empregando de 0 a 9 funcionários. 1,3% (26) das entidades declararam o seu tipo de atividade a agricultura, silvicultura, caça e pesca, 16,4% (340) das entidades declararam o seu tipo de atividade a indústria e construção, e 82,3% (1 705) das entidades cadastradas são classificadas como outras atividades.
Entre as pessoas físicas que exercem atividades comerciais em Hrubieszów, os tipos de atividade predominante declarados com mais frequência são: comércio atacadista e varejista; conserto de automóveis, incluindo motocicletas (34,4%) e construção civil (11,7%).
Com uma população de um pouco mais de 16 mil habitantes, Hrubieszów é um dos centros da área fronteiriça da voivodia de Lublin. Sede do condado composto por oito comunas, ela desempenha funções locais e regionais, incluindo serviços administrativos, econômicos, culturais e educacionais e um centro de cooperação transfronteiriça.
Sob Hrubieszów há ricos depósitos de carvão, mas não explorados. A cidade mais próxima de Hrubieszów é a cidade mineira de Novovolynsk.
Centro Criativo de Educação e Cooperação Econômica
Em 2022, uma unidade orçamentária da cidade foi criada com o objetivo principal de criar condições para o desenvolvimento de negócios locais, com base no conhecimento, na inovação e em novos modelos de negócios, criando oportunidades para o desenvolvimento das competências de crianças e jovens nas áreas de, entre outras, programação e robótica, e aumentando a conscientização ambiental. A criação do Centro Criativo é resultado das premissas do projeto “Desenvolvimento local de Hrubieszów — da participação à implementação”, para o qual a cidade recebeu mais de 16 milhões de zlótis em financiamento do programa “Desenvolvimento local”, financiado pelo Mecanismo Financeiro Norueguês e pelo Mecanismo Financeiro do Espaço Econômico Europeu (EEE).

## Transportes

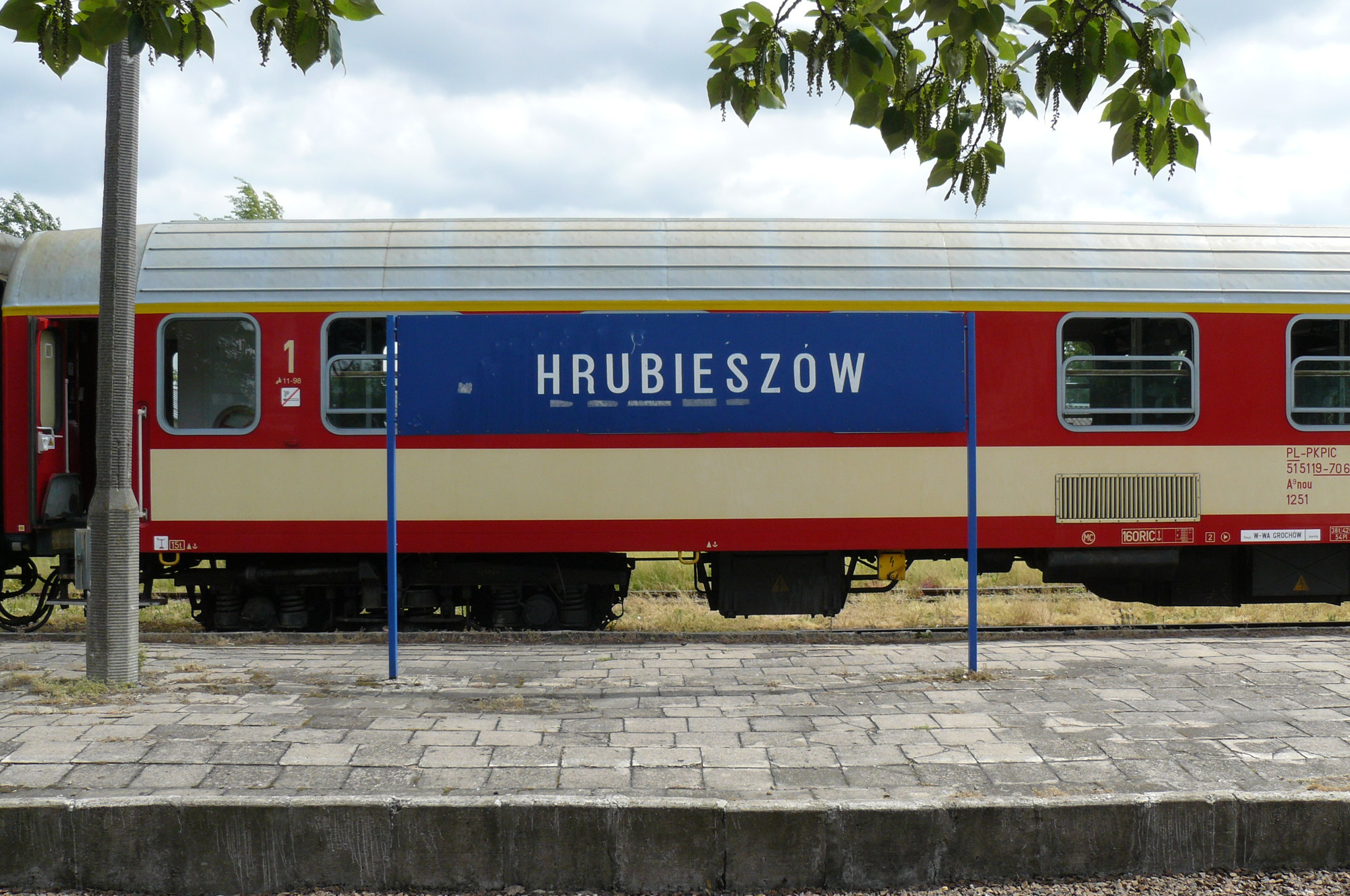
Trem especial em Hrubieszów (25 de maio de 2013)

Atualmente, Hrubieszów é uma parada na estrada nacional n.º 74 Piotrków Trybunalski — Kielce — Kraśnik — Zamość — Hrubieszów — Zosin (passagem de fronteira rodoviária) e na Linha Metalúrgica de Bitola Larga, na qual há uma passagem de fronteira ferroviária perto da cidade. Há também a estação ferroviária de Hrubieszów Miasto na cidade, de onde parte a linha de bitola padrão n.º 72 para Zawada. No passado, Hrubieszów também ficava na Hrubieszowska Kolej Dojazdowa.
Dois pares de trens intermunicipais PKP chegam atualmente a Hrubieszów: IC Hetman de Cracóvia via Tarnów, Mielec, Tarnobrzeg, Stalowa Wola, Biłgoraj e Zamość e IC Górski ze Świnoujście via Szczecin, Poznań, Konin, Kutno, Varsóvia, Lublin e Zamość ou de Lublin via Świdnik, Krasnystaw e Zamość.
Há também uma rede de transporte desenvolvida de numerosas operadoras privadas conectando a cidade com Lublin, Chełm, Zamość, Varsóvia, Rzeszów, bem como com as cidades vizinhas do condado. No passado, havia um serviço de ônibus operado pela PKS Hrubieszów (até 20 de fevereiro de 2012, uma filial da PKS Wschód), que está em falência desde 1 de julho de 2018. Hrubieszów também tinha conexões diretas de ônibus com Cracóvia, Katowice, Tomaszów Lubelski, Kielce, Breslávia, Częstochowa, Opole e, no verão, adicionalmente com Zakopane, Ustka, Węgorzewo e Hel. Os ônibus internacionais chegaram a Volodimir e Łuck. Nos anos de 1980–1990 e 2011–2017, a PKS Hrubieszów operou adicionalmente o transporte público.
Desde 21 de outubro de 2015, o desvio de Hrubieszów está em funcionamento.

## Educação
Creches:
- Creche particular “Akademia Malucha”, rua Józef Piłsudski 11

Jardins de infância:
- Jardim de Infância Municipal n.º 1 “Małego Księcia”, rua Piłsudskiego 59
- Jardim de Infância Municipal n.º 2, rua Hubala 11
- Jardim de Infância Municipal n.º 3, rua Grotthusów 1
- Jardim de Infância Municipal n.º 5, rua Listopadowa 4
- Jardim de infância especial particular “Mamy Siebie”, rua Zamojska 16 A

Escolas primárias:
- Escola primária n.º 1 B. Prusa, rua Listopadowa 12
- Escola primária n.º 2 WOP, rua Żeromskiego 29
- Escola primária n.º 3 major Henryka Dobrzańskiego Hubala, rua Zamojska 16
- Escola Especial e Centro de Educação, rua Zamojska 16A

Escolas secundárias:
- Complexo escolar n.º 1, rua Zamojska 18A
- Complexo escolar n.º 2, rua 3 Maja 1
- Complexo escolar n.º 3 Tadeusz Kościuszko, rua Żeromskiego 11
- Complexo escolar n.º 4, rua Dwernickiego 10
- Departamento de Desenvolvimento Vocacional, rua Partyzantów 9

Escolas especiais:
- Complexo de Instituições Escolares e Educacionais do condado, rua Zamojska 16 A

## Guarda de fronteira
Posto de Guarda de Fronteira em Hrubieszów — unidade organizacional de fronteira da Guarda de Fronteira que executa tarefas na proteção da fronteira do país com a Ucrânia.

## Exército
O 2.º Regimento de Reconhecimento em Hrubieszów nomeado Major Henryk Dobrzański "Hubal" (Hubal serviu em Hrubieszów nos anos 1934–1936), foi nomeado por decisão do Chefe do Estado-Maior do Exército polonês em 25 de maio de 1994. Foi criado com base no 8.º Centro de Materiais em Hrubieszów. A unidade está atualmente sob o comando das Forças Terrestres da Polônia. O regimento é composto por 5 companhias de combate: quatro são companhias de reconhecimento, uma com veículos BWRs (8 unidades) e BRDMs, duas com veículos blindados de reconhecimento BRDMs e veículos de comando R-5, a quarta companhia — uma companhia especial equipada com carros de passageiros — off-road. A quinta companhia é uma subunidade de rádio-eletrônica, projetada para conduzir rastreamento e bloqueio de rádio e reconhecimento de rádio-eletrônico. Além dessas cinco companhias, o regimento também inclui um pelotão de reconhecimento de contaminação e, das subunidades de logística: uma empresa de reparos, suprimentos e médicos. Em 8 de junho de 1996, ele recebeu um estandarte financiado pela sociedade da região de Hrubieszów.

## Prisão
A prisão em Hrubieszów foi fundada em 31 de julho de 1968, tem 630 vagas e é a instituição penitenciária mais oriental da Polônia do pós-guerra. Depois de 13 de dezembro de 1981, quando a lei marcial foi introduzida, a prisão era um dos centros de internação, também aceitava condenados por violação do decreto da lei marcial. Cerca de 150 presos desse tipo passaram pelo estabelecimento. No outono de 1989, os internos se revoltaram duas vezes.

## Cultura e arte

### Museu

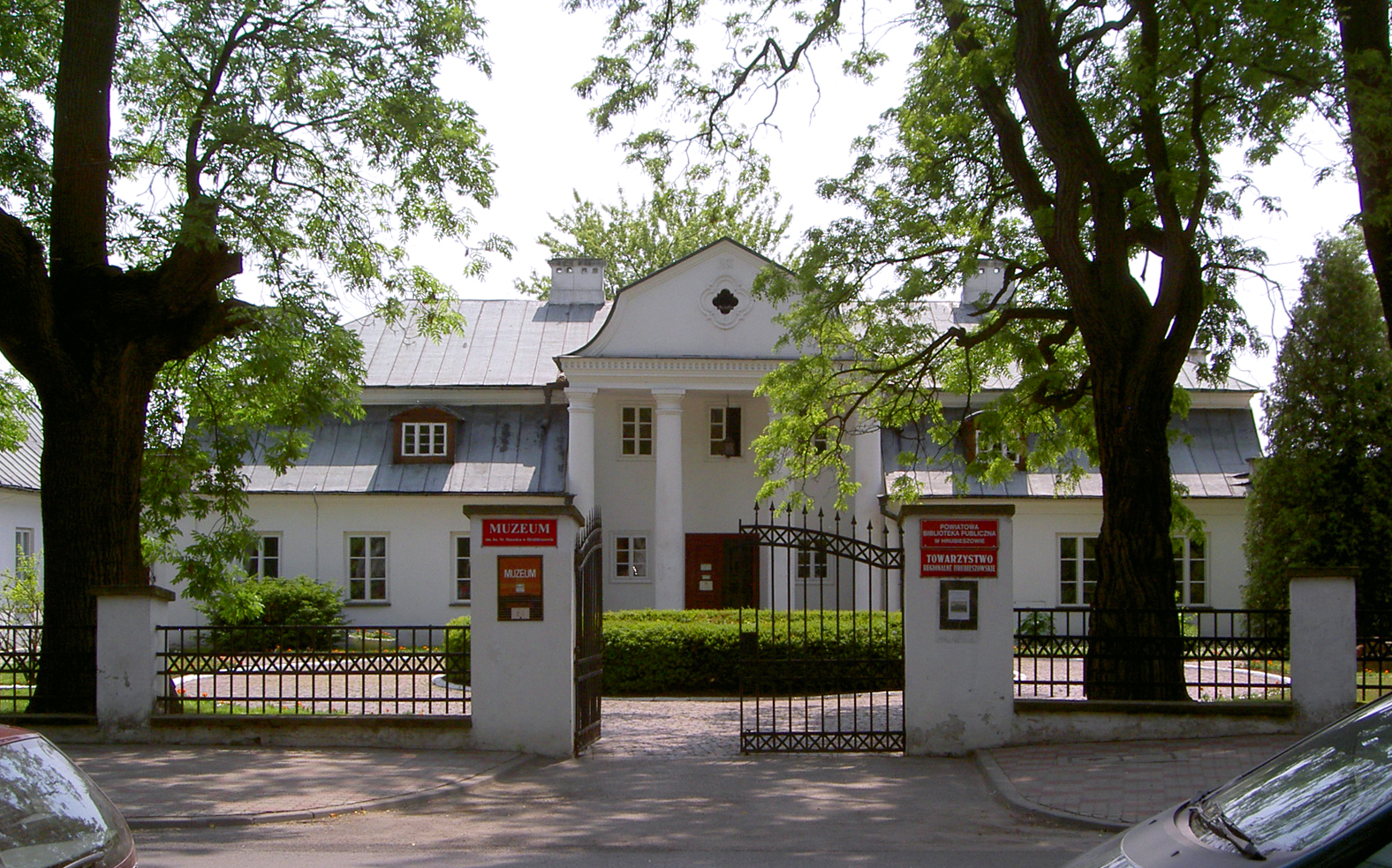
Museu padre Stanisław Staszic em Hrubieszów

A Mansão Du Chateau, um solar barroco-classicista, foi construída em 1791, no local onde se situava o antigo castelo, destruído na sequência da invasão das tropas de Bohdan Chmielnicki, líder do levante cossaco contra a Comunidade Polaco-Lituana em 1648–1657. Ao longo dos anos, os proprietários do imóvel mudaram sucessivamente. A casa senhorial foi agora adaptada para fins museológicos. Um museu próspero, padre Stanisław Staszic está localizado no edifício principal da mansão e no anexo oriental, enquanto o anexo ocidental é a sede da Sociedade Regional Stanisław Staszic e a Biblioteca Pública Distrital, professor Wiktor Zin.
O Museu de Hrubieszów possui coleções atraentes que apresentam a rica história e cultura da região, incluindo o patrimônio cultural na forma de pinturas do notável pintor Paweł Gajewski. Hoje, as obras do artista só podem ser encontradas em coleções particulares, na exposição na Galeria de Arte de Lviv e no museu de Hrubieszów. Além disso, entre as exposições museológicas apresentadas, encontra-se uma dedicada à Sociedade Agrícola de Hrubieszów aqui fundada por Staszic. Destaque também para o departamento de arqueologia, com exposições de valor científico dedicadas ao povoamento pré-histórico da região de Hrubieszów.

### Biblioteca
A biblioteca em Hrubieszów funciona desde 1922. Além de suas atividades estatutárias, ela organiza encontros com autores, concursos de leitura, feiras de livros, exibições de filmes e exposições, e também é coorganizadora de eventos culturais na região (Prusowskie — 1997; conselho regional e convenção — 1999 e 2000; comemorações do 600.º aniversário de Hrubieszów). Desde 2011, a Biblioteca participa do projeto Arquivos Digitais da Tradição Local. Cerca de 3 000 materiais de arquivo estão disponíveis no arquivo digital, incluindo coleções sobre a história dos ferroviários de Gozdów, a história do 2.º Regimento de Fuzileiros Montados em Hrubieszów e a Escola de Cadetes Józef Piłsudski em Lviv.
A estrutura organizacional da Biblioteca: Departamento de Coleta e Processamento de Coleções, Departamento de Acesso a Coleções e três filiais em Hrubieszów (n.º 1 na rua Polna 16, n.º 3 na rua Grotthusów 26 e n.º 4 na rua Unii Horodelskiej 19).
Em 2000, ela foi homenageada pela Sociedade Regional de Hrubieszów com um medalhão por ocasião do 600.º aniversário de Hrubieszów e do 40.º aniversário da Sociedade.
Desde 17 de fevereiro de 2023 a biblioteca está localizada em um prédio na rua 3 Maja, 10, construído em 1920.
A instituição agora opera sob o nome Centro do Patrimônio de Hrubieszów — Biblioteca Pública Municipal e tem uma biblioteca de empréstimo bem equipada para crianças, jovens e adultos, uma sala de leitura para a imprensa, um departamento de multimídia bem abastecido, um estúdio para artistas, bem como uma sala de conferências multifuncional.

### Conjunto vocal “Lechici”
O conjunto vocal “Lechici” opera na Paróquia da Guarnição de Nossa Senhora do Perpétuo Socorro em Hrubieszów. Foi criado em 1983 por iniciativa do organista Leszek Opała. O repertório do grupo inclui canções populares, religiosas, patrióticas, militares, folclóricas e de entretenimento — a cappella e vocal-instrumental.
O conjunto participou de muitos festivais de canções religiosas (Łódź, Lubaczów, Varsóvia, Płock, Osiek), canções patrióticas e militares (Arsenal Artístico do Exército Polonês '94, Kołobrzeg '95). Ele também foi convidado para apresentações em várias cidades da Polônia, Ucrânia (incluindo Lviv, Rivne, Volodimir), Lituânia (Vilnius). Colabora com a Orquestra Sinfônica de Karol Namysłowski (anteriormente a Orquestra Camponesa Polonesa), a Zamość Garrison Orchestra e o Rezonans Choir (incluindo apresentações conjuntas como parte dos Dias de Música de Zamość, durante os quais o conjunto executou a Missa em si menor de Joseph Haydn (1999) e no Bach Year 2000 Cantata n.º 61 de Johann Sebastian Bach).
O conjunto já fez gravações para rádio e televisão, também lançou CDs com canções religiosas e natalinas e DVDs com videoclipes. Deu muitos concertos por todo o país.

### Conjunto de Canção e Dança da Região de Hrubieszów
O Conjunto de Canção e Dança reúne alunos de escolas de Hrubieszów interessados na tradição do folclore polonês (música e dança). Desde o início de sua existência, a sede do grupo é a Casa da Cultura de Hrubieszów na rua 3 Maja 7. Ele reúne alunos das escolas de Hrubieszów interessados em folclore e cultura nativa. Fundado em 1987, inicialmente era para ser apenas um grupo infantil, mas os pequenos bailarinos, crescendo, ainda queriam continuar na dança. Atualmente, o trabalho é realizado em seis faixas etárias (mais de 120 pessoas de 6 a 20 anos).

### Teatro do Moinho da Canção
O Teatro do Moinho da Canção é um grupo de artistas de Hrubieszów, criando canções literárias, poéticas e de cabaré, bem como apresentações teatrais amadoras.

## Comunidades religiosas

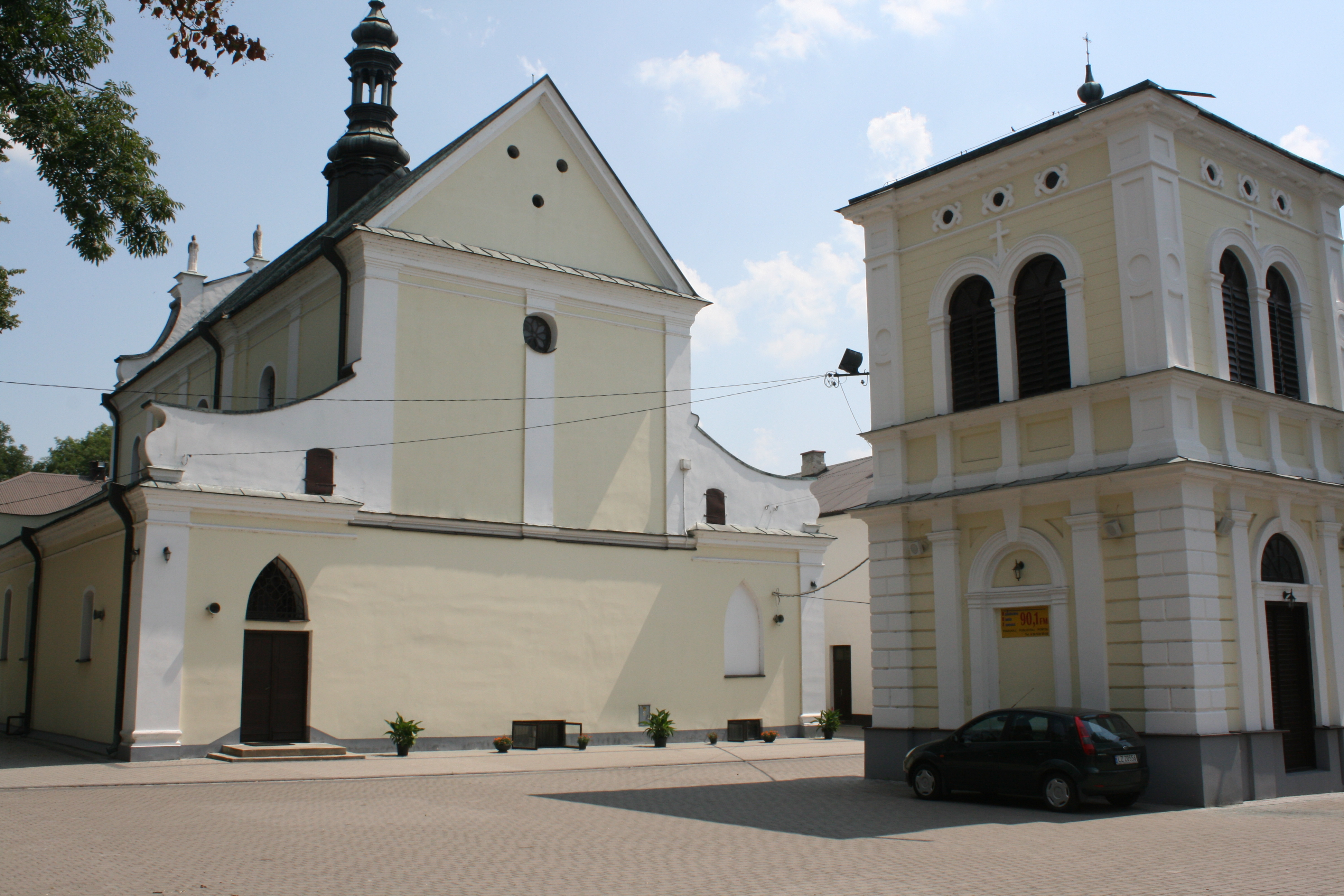
Igreja de São Nicolau

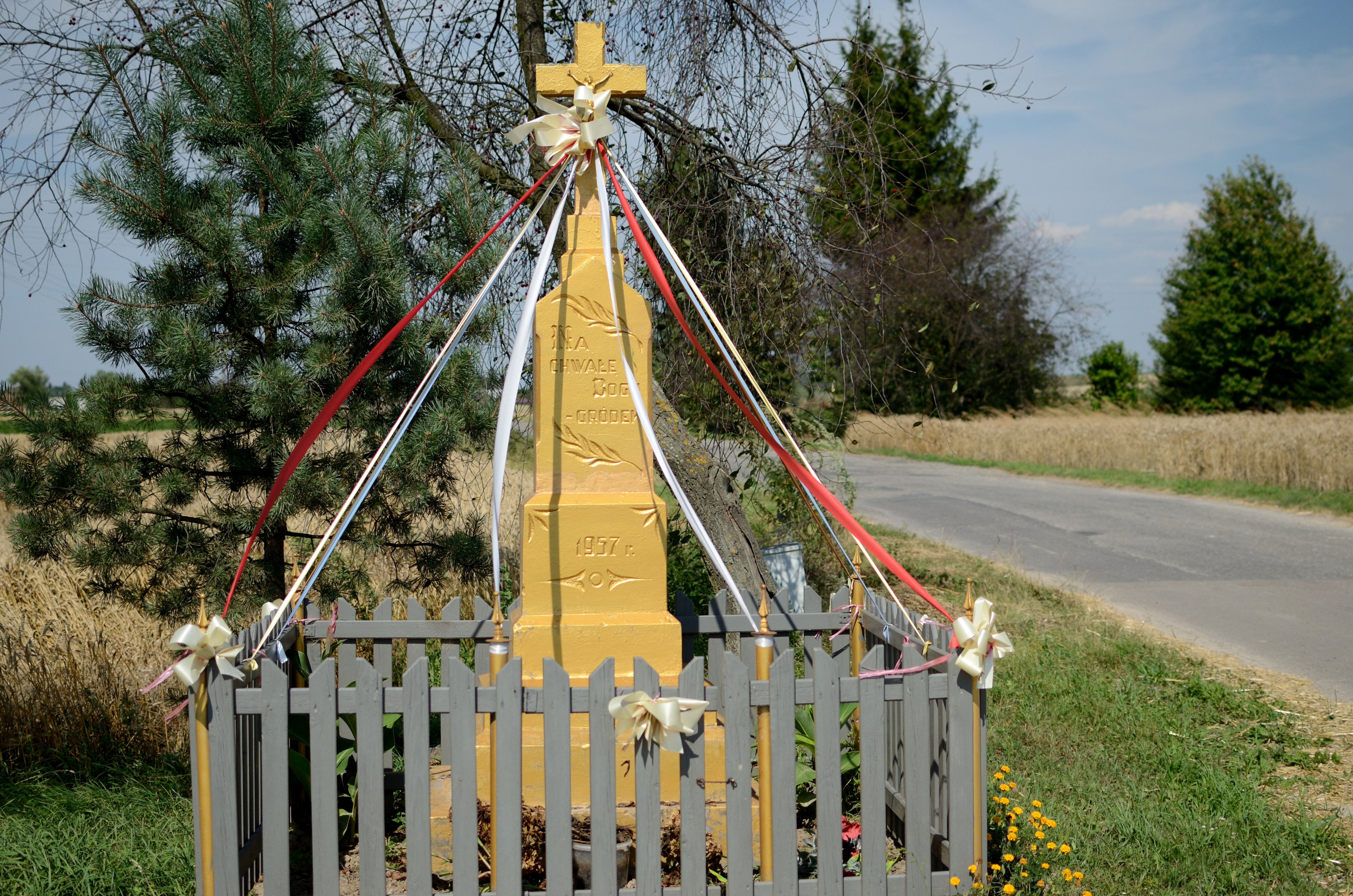
Cruzeiro de beira de estrada em Hrubieszów

As seguintes igrejas e associações religiosas realizam atividades na cidade:

### Catolicismo
- Igreja Católica na Polônia:
  - Paróquia de São Nicolau (fundada em 1 de outubro de 1400)[44]
  - Paróquia de Nossa Senhora do Perpétuo Socorro (fundada em 27 de junho de 1982)[45][46]
  - Paróquia do Espírito Santo (fundada em 15 de junho de 2001)[47]
  - Paróquia de Santo Estanislau Kostka (fundada em 13 de junho de 2001)[48]

### Igrejas evangélicas
- Igreja de Deus em Cristo:
  - Centro de Cristianismo “Rebeka”[49]
- Igreja dos Cristãos de Fé Evangélica:
  - Igreja em Hrubieszów[50]
- Igreja Cristã Evangélica:
  - Igreja em Hrubieszów[51]

### Ortodoxia
- Igreja Ortodoxa Polonesa:
  - Paróquia da Dormição da Bem-Aventurada Virgem Maria[52]

### Testemunhas de Jeová
- Duas congregações com um Salão do Reino.

## Esportes
Existem vários clubes em Hrubieszów, principalmente times juvenis e amadores, como:
- MKS Unia Hrubieszów — futebol (atualmente jogando na Klass A), atletismo, halterofilismo[53]
- UKS Grześ Hrubieszów — floorball[54]

## Trilhas turísticas
Ciclovia do Rio Bug − uma trilha turística vermelha com uma extensão de 288 km de Janów Podlaski a Hrubieszów.